# Santa Maria do Pará
Santa Maria do Pará este un oraș în Pará (PA), Brazilia.